# Mario Kristl
Mario Kristl (* 22. Juli 1980 in Starnberg) ist ein deutscher Schauspieler.

## Leben
Mario Kristl machte sein Abitur und arbeitete zunächst als Model. Anschließend ging er zu einem Casting und bekam eine Rolle in der Daily-Soap „Unter uns“ bei RTL. Seit seinem ersten Auftritt am 28. März 2001 stand er als David Kramer vor der Kamera. Im Jahr 2003 stieg er aus dieser Serie aus, nimmt aber am Set weiterhin Schauspielunterricht bei Manfred Schwabe und Ursula Michelis.